# Mogens Koch
Mogens Koch (født 2. marts 1898 på Frederiksberg, død 16. september 1992 i København) var en dansk arkitekt og professor ved Kunstakademiet 1950-68. Gift med væveren Ea Koch og far til Hanne Valeur (1929-2023), Søren Koch (1932 - 2012) og Mogens Svend Koch (1943-2025).
Koch var 1925-32 ansat på henholdsvis Carl Petersen, Ivar Bentsen og Kaare Klints tegnestuer, hvor han lærte at arbejde med principperne bag den danske funktionelle tradition: respekt for opgavens funktionskrav, enkelhed i formgivningen, brug af tidligere generationers erfaringer samt anvendelsen af ofte materialebestemte modulenheder. Af hans værker kan nævnes tilbygningerne til Landbohøjskolen på Frederiksberg (1945-68 sammen med Steen Eiler Rasmussen), mens Byggereolen (1928) og Klapstolen (tegnet 1932, produceret fra 1960) er eksempler på hans møbelkunst. Koch er også kendt for kirkerestaureringer. 1938 modtog han Eckersberg Medaljen, 1938 for restaurering af C.F. Hansens Haus Baus i Altona, C.F. Hansen Medaillen og 1964 Snedkerlaugets årspris.
Koch blev Ridder af Dannebrogordenen 1954, Ridder af 1. grad 1963 og Kommandør 1969.
Mogens Koch er begravet ved Høsterkøb Kirke.

## Mogens Koch design i dag
I dag har mange videreudviklet på hans originale designs. Især reolkassen er blevet taget op, og er blevet nyfortolket, mange gange. Den sælges i dag af flere forskellige firmaer, som hver især har sat deres præg på det originale produkt, og som så sælger det som deres eget.